# NGC 6316
NGC 6316 (другие обозначения — GCL 57, ESO 454-SC4) — шаровое скопление в созвездии Змееносец.
Этот объект входит в число перечисленных в оригинальной редакции «Нового общего каталога».